# Raný novověk

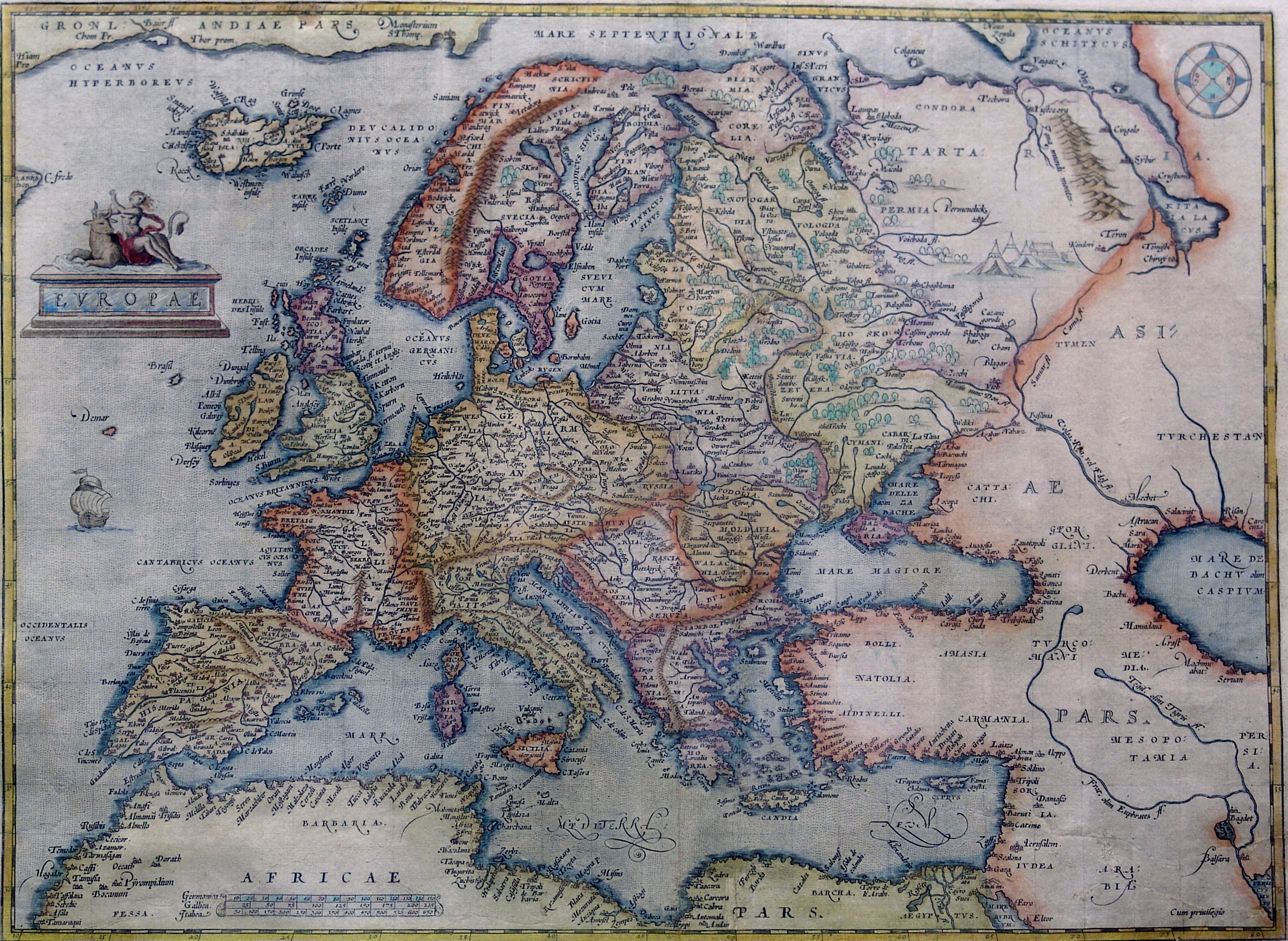
Abraham Ortelius: Mapa Evropy, 1595.

Pojmem raný novověk se v evropském dějepisectví rozumí obvykle epocha vymezená koncem středověku a francouzskou revolucí, tedy zhruba 16. až 18. století. Jako symbolická mezní data se často udávají roky 1492 (objevení Ameriky) a 1789 (Velká francouzská revoluce).
Dřívější literatura charakterizovala raný novověk jako období přechodu od feudalismu ke kapitalismu.

## Vymezení raného novověku

### Počátek raného novověku
V evropských dějinách se raný novověk vyznačuje třemi událostmi, které jsou pro něj typické a které lze označit jako signál pro jeho počátek. Je to:
- duchovně-kulturní vzmach renesance a humanismu,
- objevitelské zaoceánské výpravy Španělů a Portugalců
- protestantská reformace, která po roce 1517 rozbila církevní jednotu (v Evropě v užším smyslu – bez Ruska a Byzance) typickou pro celý středověk.

S kulturním znovuobjevením antiky v renesanční a humanistické filosofii a umění se šířil také nový obraz člověka, který vystupoval jako individuum se svými schopnostmi. Nejprve bylo možné tento posun pozorovat v Itálii, kde se začínal prosazovat již ve 14. století a došel svého vrcholu ve Florencii 15. století; na začátku 16. století se již rozšířil do celé Evropy. Důležitou úlohu zde sehráli též učenci, kteří byli nuceni po dobytí Konstantinopole roku 1453 utéci do Evropy, kam s sebou přinesli mnoho z pokladů antické vzdělanosti, které zůstaly na Západě pozapomenuty (pád Konstantinopole se též považuje za jeden z mezníků ukončujících středověk). Kulturní změně výrazně napomohl také Guttenbergův vynález knihtisku téhož roku, který umožnil masovější výměnu myšlenek.
Humanisté s novou znalostí klasických jazyků novým způsobem poznávali především Písmo svaté, jehož kritické vydání vydával Erasmus Rotterdamský. Nové studium Písma pak mělo vliv na reformaci, která propukla v německy mluvících zemích po roce 1517, kdy Martin Luther (dle nepotvrzené legendy) přibil svých 95 tezí na vrata wittenberského kostela. Tyto teze představil Luther roku 1521 na wormském sněmu císaři Karlu V., nad jehož říší „slunce nezapadalo“. Do této říše patřila i území Nového světa, který roku 1492 pro Evropu (znovu) objevil Kryštof Kolumbus. Téhož roku také dobytí Granady ukončilo španělskou reconquistu.
Námořní objevy začínaly úsilím Portugalců; již roku 1415 vyslal Jindřich Mořeplavec expedici, aby objevila námořní cestu do Indie. To se podařilo roku 1498 Vascovi da Gama. Zaoceánské výpravy měly epochální vliv na vnímání světa a jeho podoby ze strany člověka, a též přinesly hluboké ekonomické důsledky (nová naleziště, odbytiště, prostory ke kolonizaci).

### Konec raného novověku
Konec raného novověku a počátek moderních dějin se kryje s francouzskou revolucí, která začala roku 1789. I tato revoluce byla důsledkem předchozího duchovního hnutí, osvícenství, které ovlivnilo již americkou válku za nezávislost. Revolucí ve Francii padl starý režim a postupně se změnily formy vlády v celé Evropě. V Německu se konec raného novověku ztotožňuje s koncem Svaté říše římské. V českých zemích je pak za konec raného novověku považován rok 1792,[zdroj?] kdy zemřel německý císař a český král Leopold II. Jeho smrtí končí v českých zemích vláda tzv. osvícenského absolutismu.

## Významné rysy raného novověku

### Politika
Z politického pohledu byl pro raný novověk rozhodující střet mezi protestantstvím a katolictvím, který vyústil ve třicetiletou válku. V Evropě docházelo ke konfesionalizaci a ke vzniku nového typu státu. Raně novověký stát byl vymezený, na rozdíl od středověkého státu (pro který byl typický vztah mezi lenním pánem a vazalem), teritoriálně a představoval jej panovník, který tomuto území vládne. Zároveň docházelo také k modernizaci výrobních procesů. Konfesně motivované války vedly k tomu, že katolíci i protestanti se začali navzájem považovat za rovnoprávné skupiny obyvatelstva.
Převládající formou vlády byl absolutismus,[zdroj?] který napomáhal ke vzniku nové společenské formy, merkantilismu. Absolutistický panovník se vymezoval oproti svým poddaným a chápe se jako personální ztělesnění státu (srov. se slavným výrokem Ludvíka XIV.: „Stát jsem já.“). Král Fridrich II. Pruský jakožto představitel osvícenského absolutismu se oproti tomu považoval za „nejvyššího služebníka státu“.
Do raného novověku spadají také čarodějnické procesy, které končí teprve s nástupem nové epochy. Nastupující formou vlády se stane demokracie, která se (dočasně či trvale) prosazuje jak po francouzské revoluci, tak po americké válce o nezávislost.

### Společenský vývoj

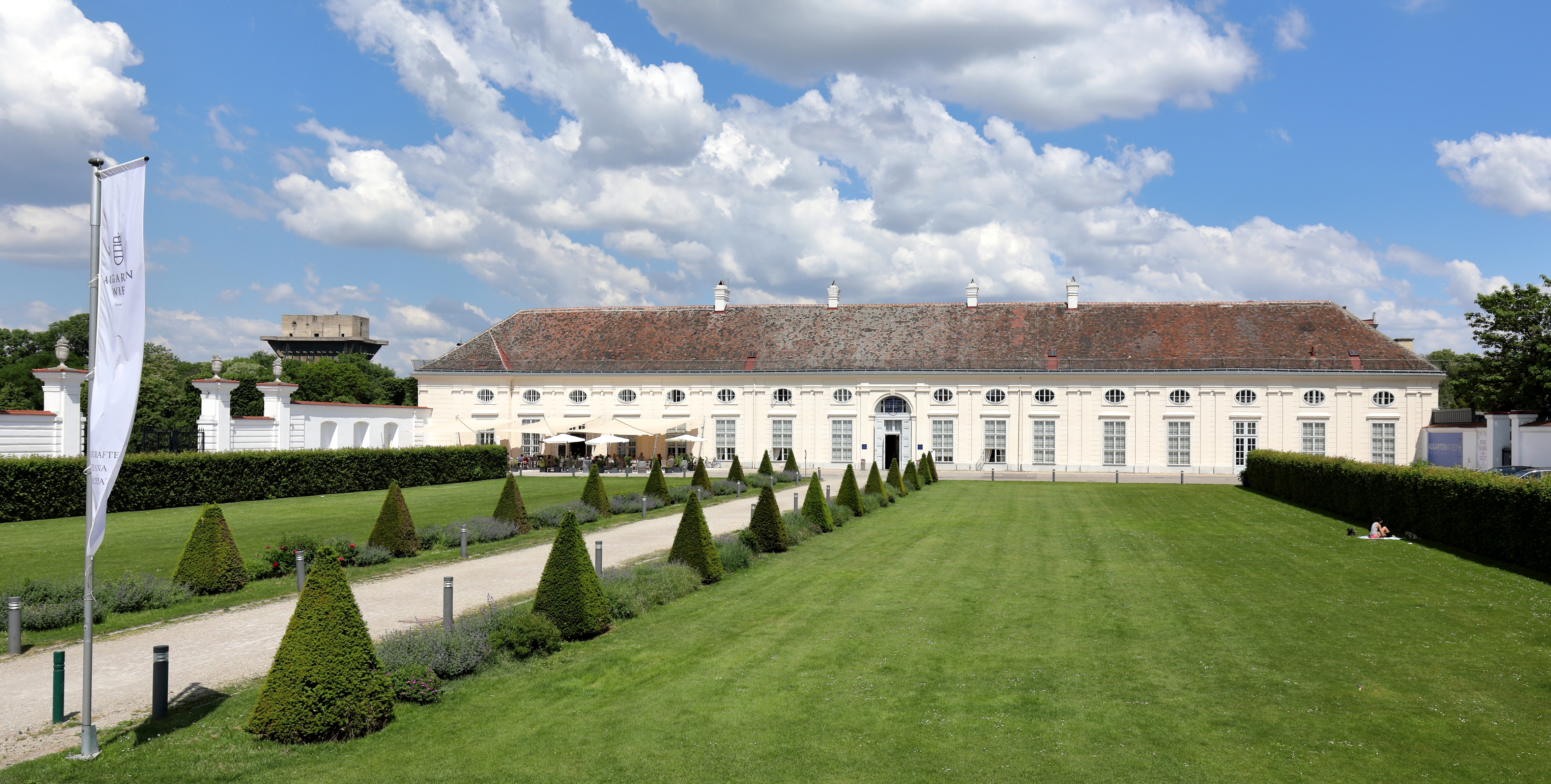
Raně novověká manufaktura na porcelán ve Vídní

Ze společenského pohledu se tento věk vymezoval jako konec feudalismu, který spočíval ve vlastnictví pozemku či statku lenním pánem a jeho udělování vazalům či nevolníkům. Spolu s tím končila také epocha cechů a stavů a jejich postavení ve městě. Expanze evropských států na nově objevená území vedla také ke změně struktur světového obchodu. Dosavadní struktury byly vystřídány kolonialismem a zámořským obchodem, v němž hrály hlavní úlohu velmoci Španělsko, Portugalsko, Nizozemí, Velké Británie a Francie.
Velké zisky přicházely z nových stříbrných nalezišť v Novém světě, dosavadní hornictví stříbra v Evropě upadá; toto postihuje zvláštním způsobem těžbu stříbra a cínu v Čechách a Sasku. Zisk kapitálu založený na obchodu dává společenskému systému název merkantilismus, který je označován též jako raný kapitalismus.
Dochází ke změně pracovních postupů, vzniká manufaktura. Tyto změny připravovaly půdu pro industrializaci a kapitalismus.
Zásadní změnu z hlediska industrializace přinesl vynález parního stroje Jamesem Wattem v 18. století. Parní stroj umožnil větší produktivitu, zvláště v železářském průmyslu. Díky němu se pak v další epoše rozvine železnice.

### Věda

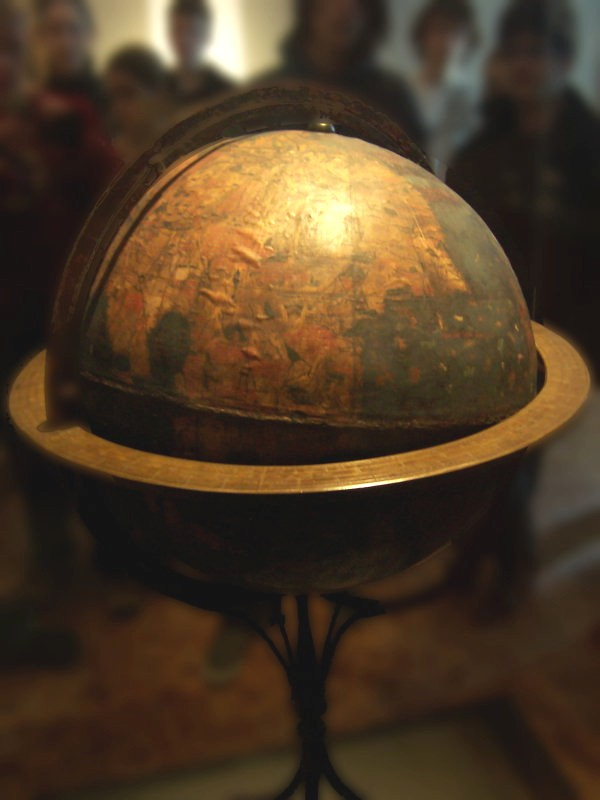
Behaimův glóbus

Vedle obecného vývoje se raný novověk oproti předchozí epoše vyznačoval také jasným a podstatným způsobem ve vědě. Zámořské objevy a výpravy změnily od antiky nezměněný obraz světa – v letech 1519 až 1521 podnikl Fernão de Magalhães první cestu kolem světa. Následkem byl rozvoj kartografie; roku 1492 zkonstruoval Martin Behaim první zemský glóbus (dosud ovšem bez Ameriky). Tyto objevy položily základ mocenského vzestupu španělského a portugalského dominia a po jejich úpadku v průběhu 17. století výstavbu anglického, francouzského a nizozemského koloniálního systému. Na objevu mnoha charakteristik Země měly také velký podíl výpravy Jamese Cooka.
Důležitý byl též rozmach astronomie podmíněný vynálezem dalekohledu; mezi nejvýznamnější astronomy patří Tycho Brahe, Mikuláš Koperník, Johannes Kepler nebo Galileo Galilei. Na základě jejich objevů a teorií je překonán antický geocentrický obraz vesmíru a vzniká nový, do jehož středu je postaveno Slunce. Tento heliocentrický model je pak podpořen i Newtonovou teorií gravitace.
Pokročilo též medicína. K nejdůležitějším jejím představitelům patří Paracelsus a Bartolomeo Eustachi.

## Společnost a každodenní život
Základní jednotkou společnosti v raném novověku nebyla rodina, která vznikla v podobě, v jaké ji známe, teprve v 18. století, nýbrž dům. Domem se ovšem nerozumí pouze vymezený či ohraničený prostor určený k obývání, nýbrž také společenství osob představované nejen pánem domu se ženou a jejich dětmi, ale všemi, kdo bydleli pod střechou domu a podléhali pravomoci pána domu. K tomuto společenství patřili vlastní, nevlastní i nemanželské děti, příbuzní, podruzi a výměnkáři, čeleď – čeledínové a děvečky, většinou svobodní, kteří vstupovali do služeb domu pouze na určitou dobu.[zdroj?]
Dům byl součástí vyššího mocenského celku, takže ačkoli řešení sporů uvnitř domácnosti příslušelo pánu domu, přesto se sám mohl dostat před soud. Dům náležel do tržní sítě, pán domu byl zároveň také zaměstnavatelem, který ovšem musel dbát na pravidla daná uskupením, které sdružovalo stejné profese. Dům byl také součástí vesnické obce, v jejímž rámci řešil společné záležitosti (obrana, voda apod.). V domě dosud není rozdělena oblast zaměstnání a soukromého; na soukromý život nezbývá v podstatě ani prostor ani čas.[zdroj?] K oddělování místa zaměstnání a života dochází teprve s byrokratizací a vznikem úřednické vrstvy na konci 18. století.
Velikost domu odpovídala činnosti, které se dům věnoval; tato velikost byla ovšem proměnlivá. Velká venkovní rodina s mnoha dětmi je mýtem, neboť průměrný počet dětí pána domu v domě se pohyboval kolem tří.[zdroj?] Dětí se rodilo více, avšak dětská úmrtnost byla velmi vysoká – 15. roku života se dožilo pouze 50–60 % dětí. Počet dětí narozených průměrně na rodinu se tak pohyboval mezi sedmi až osmi. Jednotlivé domácnosti obvykle neměly dům pouze pro sebe; na každý dům připadalo podle dochovaných pramenů asi 2,3 domácnosti.
Domácnost fungovala na patriarchálním základě, avšak každý v ní měl své místo, práva a povinnosti, které vyplývaly z nutnosti uživit se a přežít. Povinnosti pána domu se obracely jednak dovnitř domu, jednak navenek; zároveň není možné oddělovat příbuzenské a zaměstnanecké vztahy, neboť sféra zaměstnání i soukromí dosud nebyly odděleny. Ostatní členové domácnosti pomáhají v zajištění živnosti. Paní domu pak má povinnosti, které se týkají udržování domácnosti, vaření; dále také pomáhala s pracemi, kterými se domácnost živila.